# أميليا موريس
أميليا موريس (بالإنجليزية: Amelia Morris)‏ هي لاعبة كرة قدم وحكمة كرة القدم أسترالية، ولدت في 25 أغسطس 1980.